# Kit Malthouse

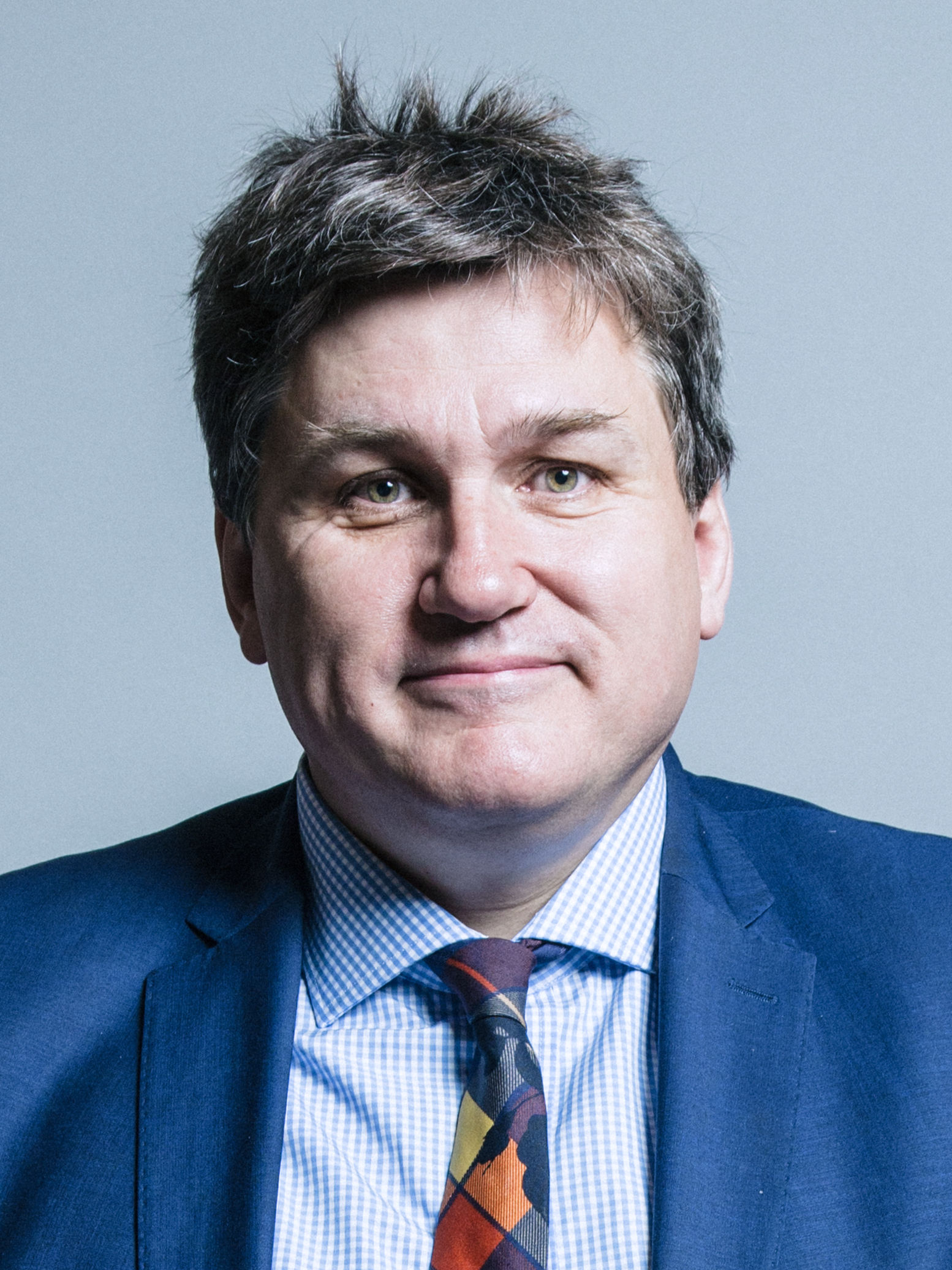
Kit Malthouse (2017)

Christopher „Kit“ Laurie Malthouse, PC (* 27. Oktober 1966 in Aigburth, Liverpool) ist ein britischer Politiker der Conservative Party, der seit 2015 Mitglied des Unterhauses (House of Commons) ist und verschiedene Regierungsämter bekleidete. Im zweiten Kabinett Boris Johnson fungierte er vom 7. Juli bis zum 6. September 2002 als Kanzler des Herzogtums Lancaster (Chancellor of the Duchy of Lancaster) sowie anschließend im Kabinett Truss zwischen dem 6. September und dem 25. Oktober 2022 als Bildungsminister.

## Leben

### Wirtschaftsprüfer, Kommunalpolitiker und stellvertretender Bürgermeister von London
Christopher „Kit“ Laurie Malthouse, Sohn von John Christopher Malthouse und dessen Ehefrau Susan Malthouse, absolvierte nach dem Besuch der Sudley County Primary sowie des Liverpool College ein Studium der Politik- und Wirtschaftswissenschaften an der Newcastle University. Nach Abschluss seiner Fortbildung als Wirtschaftsprüfer (Chartered accountant) 1995 war er für die Wirtschaftsprüfungsgesellschaft Touche Ross & Company tätig, ehe er als Finanzdirektor für die Cannock Group wechselte. Danach war er Vorstandsvorsitzender von County Holdings.
Bei der Unterhauswahl am 1. Mai 1997 kandidierte er für die konservativen Tories im Wahlkreis Liverpool Wavertree für ein Mandat im Unterhaus, unterlag aber der Kandidatin der Labour Party Jane Kennedy deutlich. Im Anschluss engagierte er sich in der Kommunalpolitik und war zunächst zwischen 1998 und 2006 Mitglied des Rates von City of Westminister. Danach wurde er am 1. Mai 2008 Mitglied der London Assembly, der Legislativversammlung von Greater London, und vertrat in dieser bis zum 5. Mai 2016 den Wahlkreis West Central. Zugleich wurde er am 6. Mai 2008 als Deputy Mayor of London for Policing stellvertretender Bürgermeister von London und bekleidete diese Funktion als einer der Stellvertreter des Mayor of London, Boris Johnson, bis zum 9. Mai 2012. Anschließend war er zwischen dem 9. Mai 2012 und dem 9. Mai 2016 als stellvertretender Bürgermeister für Wirtschaft und Unternehmen (Deputy Mayor of London for Business and Enterprise) weiterhin einer der Vertreter von Bürgermeister Johnson.

### Unterhausabgeordneter und Minister
Bei der Unterhauswahl am 7. Mai 2015 wurde Kit Malthouse für die konservativen Tories im Wahlkreis North West Hampshire erstmals zum Mitglied des Unterhauses (House of Commons) gewählt und bei den Unterhauswahlen am 8. Juni 2017 und 12. Dezember 2019 jeweils wiedergewählt. Zu Beginn seiner Parlamentszugehörigkeit war er zwischen dem 31. Oktober 2016 und dem 3. Mai 2017 Mitglied des Schatzausschusses (Treasury Committee) und gehörte diesem Ausschuss vom 11. September 2017 bis zum 20. Februar 2018 erneut an.
Am 9. Januar 2018 übernahm er im zweiten Kabinett May sein erstes Regierungsamt und fungierte bis zum 9. Juli 2018 zunächst als Parlamentarischer Unterstaatssekretär im Ministerium für Arbeiten und Pensionen (Parliamentary Under-Secretary, Department for Work and Pensions) sowie im Anschluss zwischen dem 9. Juli 2018 und dem 25. Juli 2019 als Staatsminister im Ministerium Wohnungsbau, Gemeinden und Kommunalverwaltung (Minister of State, Housing, Communities and Local Government).
Im Rahmen der Kabinettsumbildung vom 16. September 2021 übernahm Malthouse im zweiten Kabinett Boris Johnson den Posten als Staatsminister im Justizministerium (Minister of State, Ministry of Justice) und war zugleich in Personalunion bis zum 7. Juli 2022 Staatsminister für Kriminalität und Polizei im Innenministerium (Minister of State, Home Office). In diesen Funktionen war er seit dem 8. Dezember 2021 zuständig für den Gesetzentwurf über die Substanzprüfung genehmigter Räumlichkeiten (Approved Premises (Substance Testing) Bill) sowie seit dem 25. Mai 2022 des Weiteren zuständig für den Gesetzentwurf über die öffentliche Ordnung (Public Order Bill). Im Zuge einer weiteren Regierungsumbildung übernahm er am 7. Juli 2022 von Stephen Barclay das Amt als Kanzler des Herzogtums Lancaster (Chancellor of the Duchy of Lancaster) und behielt dieses bis zum Ende der Amtszeit von Premierminister Boris Johnson am 6. September 2022.
Anschließend fungierte Kit Malthouse im Kabinett Truss zwischen dem 6. September und dem 25. Oktober 2022 als Bildungsminister (Secretary of State for Education).